# Claude de Perrot
Alphonse-Claude-Louis de Perrot (* 16. April 1789 anderes Datum 14. April 1789 in Neuenburg; † 17. Januar 1874 ebenda) war ein Schweizer evangelischer Geistlicher und Hochschullehrer.

## Leben

### Familie
Claude de Perrot entstammte der Familie Perrot und war der Sohn des Politikers Charles Auguste de Perrot (* 8. Juli in 1756 Neuenburg; † 18. September 1824) und dessen Ehefrau Marianne, Tochter des Fabrikanten Claude-Abram DuPasquier (1717–1783). Sein Bruder war der Jurist und Politiker Auguste Charles François de Perrot (* 4. Juni 1787 in Neuenburg; † 28. Juni 1863).
Er war seit 1813 mit Cécile, Tochter des Pfarrers Abram-Louis Grellet (1759–1845), verheiratet; die Ehe blieb kinderlos.
1843 erwarb er in der Nähe von Neuenburg ein Grundstück und erbaute sich darauf ein Haus, das er Eremitage nannte. Nach seinem Tod erwarb Rose-Isabelle, Ehefrau von Charles-Joseph La Trobe, das Haus, die später daraus zu Ehren ihres Ehemannes und ihrer Tochter von 1877 bis 1878 die Chapelle de l’Ermitage bauen liess.

### Werdegang
In der Zeit von 1807 bis 1810 studierte Claude de Perrot an der Académie de Genève Theologie; 1810 erfolgte seine Ordination.
Von 1810 bis 1811 war er als Diakon in Valangin und darauf von 1811 bis 1812 in Môtiers tätig, bevor er 1812 zum Pfarrer in Travers gewählt wurde. Dort war er bis 1820 tätig und wurde darauf, bis zu seiner Demission 1843, Pfarrer in Serrières beu Neuenburg; in dieser Zeit erhielt er 1834 ein Diplom der Universität Basel und 1842 wurde ihm vom preussischen König Friedrich Wilhelm IV. der Titel eines Dr. theol. der Universität Berlin verliehen.
Nach seinem Rücktritt als Pfarrer lehrte er von 1843 bis 1848 als Professor für Homiletik an der Akademie Neuenburg.

### Geistliches und berufliches Wirken
Claude de Perrot schlug als Mitglied des theologischen Examinationskollegiums dem preussischen König Friedrich Wilhelm III. die Schaffung von einem oder zwei Theologielehrstühlen vor, worauf er 1832 vom König zum Theologieprofessor ernannt wurde. Aus Sorge um ihre Unabhängigkeit wurde diese Ernennung durch das Pfarrkapitel jedoch nur als ein Ehrenamt eingestuft.
Er verfasste mehrere Katechismen und veröffentlichte unter anderem 1832 die Schrift L'Eglise et la Réformation. 
Claude de Perrot stiftete 1864 einen Gesundheitsfond (Fonds des convalescents) für die Einwohner von Serrières, um den Kranken in bescheidenen Verhältnissen zusätzliche finanzielle Unterstützung zukommen zu lassen, die es ihnen ermöglichte ihre Behandlung, Heilung oder Rehabilitation fortzusetzen.

## Schriften (Auswahl)
- Catéchisme historique sur la Réformation, suive de la religion de l’énfance, a l’usage des écoles et des familles Protestantes de cet état. Neuchatel: Imprimerie D’Eugène Fauche, 1830.
- L’Église et la Réformation, ou Démonstration par les faits et par le raisonnement de la vérité et de l’excellence de la foi protestante, pour l’édification de toutes les familles chrétiennes-évangéliques.
  - Band 1. Lausanne 1831.
  - Band 2. Lausanne 1831.
  - Band 3. Lausanne 1831.
- Mémorial des événemens passés. Neuchâtel: Impr. de Petitpierre et Prince, 1832.
- Courte explication de l’oraison dominicale pour les enfants de Serrières et Peseux. Neuchâtel: Impr. de Petitpierre, 1839.